# 松原広長
松原 広長（まつばら ひろなが）は室町時代の武将。尾張国春日井郡今村城主（第2代目）。通称、松原下総守広長。父に松原一学、弟に松原元次がいる。

## 概要
当初は三河国今村城を居城としていたが、寛正年間（1460年 - 1466年）に父の松原一学が尾張国春日井郡横山村（現在の愛知県瀬戸市）に今村城を築城して移り住んだ。広長の代で勢力は急速に拡大し、桑下城主長江利景と並び、現在の愛知県瀬戸市周辺の二大勢力となった。
文明14年（1482年）桑下城主長江利景との間で起きた大槇山の戦いの際に討死した。